# Karl Starbäck
Karl Starbäck (i riksdagen kallad Starbäck i Hudiksvall 1902–1905, Starbäck i Gävle 1906–1914 och Starbäck i Stockholm 1921–1924), född 26 december 1863 i Norrköping, död 30 september 1931 i Stockholm, var en svensk botaniker och riksdagsman (liberal, senare högerman). Han var son till Georg Starbäck.

## Biografi
Karl Starbäck blev 1894 filosofie doktor vid Uppsala universitet där han var docent i botanik 1895–1896. Han var sedan adjunkt vid Hudiksvalls högre allmänna läroverk 1897–1902 och lektor i naturalhistoria och kemi vid Gävle högre allmänna läroverk 1902–1928.
Starbäck var fram till 1910-talets slut aktiv i den liberala rörelsen, bland annat som ledamot i Frisinnade landsföreningens förtroenderåd (motsvarande partistyrelse) fram till 1917. Han var också riksdagsledamot i andra kammaren för Frisinnade landsföreningens riksdagsparti Liberala samlingspartiet 1902–1914. År 1902–1905 representerade han Östersunds och Hudiksvalls valkrets, 1906–1911 Gävle valkrets samt 1912–1914 Gästriklands valkrets.
Han lämnade dock liberalerna till förmån för högern och återvände till andra kammaren som ledamot för Lantmanna- och borgarpartiet 1921–1924, 1921 för Stockholms stads andra valkrets och 1922–1924 för Stockholms stads valkrets. I riksdagen var han bland annat ledamot i statsutskottet 1907–1914 och vice ordförande i andra särskilda utskottet 1911. Som politiker arbetade han bland annat med naturskyddsfrågor samt om lärares och andra statsanställdas villkor. 1907–1919 var Starbäck fullmäktige i Telegrafverket.
Han publicerade också ett antal botaniska arbeten, särskilt om svampar. Karl Starbäck är begravd på Uppsala gamla kyrkogård.

## Utmärkelser
- Kommendör av andra klassen av Vasaorden, 6 juni 1923.[7]
- Riddare av Nordstjärneorden, 1907.[8]
- Andra klassen av Finska Frihetskorsets orden, tidigast 1918 och senast 1921.[9][10]
- Tredje klassen av Finska Frihetskorsets orden, tidigast 1918 och senast 1921.[9][10]
- Riddare av första klassen av Norska Sankt Olavs orden, tidigast 1921 och senast 1925.[10][11]